# 斯洛伐克廣播電視台
斯洛伐克廣播電視台（簡寫：旧称斯洛伐克語：）是斯洛伐克的國家廣播電視台，成立於2011年1月1日，由斯洛伐克廣播電台與斯洛伐克電視台合併而成。斯洛伐克廣播電視台現時是歐洲廣播聯盟成員。
2024年4月，斯洛伐克政府以斯洛伐克廣播電視台存在偏见為由決定重组该电视台。

## 外部連結
- Radio and television website （页面存档备份，存于）
- Organizational website （页面存档备份，存于）

48°09′25″N 17°04′19″E / 48.157°N 17.072°E